# Agapetus unicuspidalis
Agapetus unicuspidalis är en nattsländeart som först beskrevs av Wolfram Mey 1990.  Agapetus unicuspidalis ingår i släktet Agapetus och familjen stenhusnattsländor. Inga underarter finns listade i Catalogue of Life.